# Втрати 81-ї окремої аеромобільної бригади
У статті описано деталі загибелі бійців 81-ї окремої аеромобільної бригади.

## 2014
- 17 грудня 2014 — старший лейтенант Білоголовський Микола Степанович, помер від серцевого нападу[1]

## 2015
- 1 січня 2015 — Подфедько Любомир Сергійович, солдат, бої за Донецький аеропорт
- 19 січня 2015 — Лізвінський Валерій Іванович, капітан,
- Мусієнко Олег Петрович, солдат, бої за Донецький аеропорт
- Панченко Олексій Анатолійович, солдат, бої за Донецький аеропорт
- 20 січня 2015 — Алексейчук Владислав Володимирович, молодший сержант, бої за Донецький аеропорт;
- 20 січня 2015, Буйлук Анатолій Андрійович, сержант, бої за Донецький аеропорт;
- 20 січня 2015, Грицан Андрій Володимирович, солдат, бої за Донецький аеропорт,
- 20 січня 2015, Доценко Анатолій Ігорович, солдат, бої за Донецький аеропорт,
- 20 січня 2015, Євдокименко Іван Миколайович, солдат, бої за Донецький аеропорт,
- 20 січня 2015, Опанасенко Валентин Леонідович — солдат, Донецький аеропорт,
- 20 січня 2015, Пітель Олександр Володимирович, солдат, на підступах до аеропорту,
- 20 січня 2015, Савчук Петро Васильович, бої за аеропорт,
- 20 січня 2015 — Кондратюк Олександр Іванович («Чорний Вовк»), старший лейтенант, начальник медичної служби батальйону, загинув при евакуації кіборгів в Донецькому аеропорту[2].
- 24 січня 2015 — Білик Ігор Вікторович, солдат, ДАП,
- 29 січня 2015, Карабін Сергій Ігорович, солдат, ДАП,
- 19 лютого 2015 — Горбенко Андрій Степанович, сержант, загинув поблизу селища Опитне під Донецьком.
- 22 лютого 2015 — Кревогубець Ярослав Іванович, солдат, бої за Донецький аеропорт,
- 20 березня 2015  = у районі аеропорту Донецька, під час бойового зіткнення в районі спостережного поста біля села Опитне, потрапивши в засідку російських диверсантів і прикриваючи своїх побратимів, загинули старшина Максим Ридзанич та солдат Євген Рєпін-Логвиненко
- 3 квітня 2015 — Карпюк Андрій Миколайович, солдат, підрив на міні.
- 1 серпня 2015 - від кульового поранення на блокпосту під містом Костянтинівка Донецька область загинув солдат 122-го окремого аеромобільного батальйону 81 ОАеМБр Олег Погончук[3].
- 15 серпня 2015 — Масікевич Василь Євгенович, солдат, вогнеметник, за нез'ясованих обставин загинув поблизу міста Попасна (Луганська область).[4]
- 26 жовтня 2015 - солдат Хряпа Ігор Васильович, Водяне

## 2016
- 23 квітня 2016  — Афанас Олег («Афоня»), старший солдат, загинув під час виконання бойового завдання в районі міста Авдіївка (Донецька область).[5]
- 15 січня 2016 - старший солдат Карась Володимир Васильович[6]
- 21 лютого 2016 - старшина Жембровський Сергій Іванович, поблизу Краматорська[7]
- 27 березня 2016 — Дерев'янко Станіслав Анатолійович («СТАС»), Старший солдат, загинув поблизу Авдіївки, прикриваючи відхід групи.
- 7 квітня 2016 - молодший сержант Чуріков Валентин Миколайович, помер від поранень.
- 30 травня 2016 - сержант Шемчук Василь Віталійович[8]
- 6 липня 2016 - старший солдат Сергєєв Володимир Ігорович, бої за Авдіївку
- 7 вересня 2016 — Данілов Володимир Георгійович («Дикий»), старший сержант, загинув унаслідок поранення, якого зазнав у ДАП.

## 2017
- 30 січня 2017, старший лейтенант Тарасов Андрій Вікторович[9]
- 2 лютого 2017, старший сержант Тимошенко Денис Дмитрович[10]
- 4 листопада 2017, солдат Пащенко Ігор Іванович[11]

## 2022
- 9 квітня 2022, Олександр Прядка. Загинув біля села Іванівка на Харківщині. Під час бойового завдання зазнав смертельних поранень внаслідок ворожого артилерійського обстрілу[12].
- 22 березня 2022, Шпалов Тихон Сергійович. Загинув в с. Малинівка Запорізької області[13].
- 6 травня 2022 - солдат Шинкаренко Олександр Олександрович
- 25 травня 2022 - солдат Рахманов Умід Алішерович. Загинув у н.п Богородичне, Донецькой області від мінометного обстрілу.
- 1 листопада 2022 - старший солда25 травня;  Лисенко Ігор Георгійович
- 6 листопада 2022  - Коломієць Володимир Леонідович, старший солдат. Загинув в результаті танкового обстрілу біля населеного пункту Білогорівка Сєвєродонецького району Луганської області[14].
- 16 листопада 2022 - Самбір Тарас Григорович, 30 років. Солдат, навідник 2-го міномета 2-го мінометного взводу мінометної батареї. Загинув року в районі н.п. Григорівка Бахмутського району Донецької області[15].
- 28 листопада 2022 - солдат Грудій Григорій Петрович

## 2023
- 11 січня 2023, Вялін Ігор («Малий») — солдат, загинув в районі с. Білогорівка (Луганська обл.)
- 20 січня 2023, Телюк Іван Борисович, загинув у районі с.Діброва Сєвєродонецького району Луганської області.
- 24 січня 2023, Причепа Артем Миколайович — солдат, старший стрілець. Загинув у н.п. Білогорівка Луганської області
- [16]
- 19 січня 2023 - сержант Ткаченко Максим Сергійович
- 28 січня 2023 року в районі села Діброва Луганської області внаслідок влучання міни загинув солдат-стрілець Монзуль Максим Віталійович «Грач».[17]
- 2 лютого 2023 року в районі села Діброва Луганської області внаслідок ворожого обстрілу загинув солдат-стрілець Плахтієнко Олександр Олексійович «Плаха».
- 16 лютого 2023 - солдат Бірюк Дмитро Львович
- 11 березня 2023 - в районі села Діброва Старобільського району Луганської області внаслідок влучання снаряда в евакуаційний бронетранспортер загинув Левченко Роман Володимирович — солдат, водій-санітар[18]
- 26 березня 2023  - Белябля Антон Іванович — стрілець номер обслуги, загинув під час виконання бойового завдання н.п. Білогорівка Луганської області
- 31 березня 2023  - головний сержант — водій 2 гранатометного відділення вогневої підтримки Шершун Василь Георгійович загинув в районі населеного пункту Лиман Донецької області[19].
- 20 серпня 2023 — Жиленко Микола Ігорович («Стус»)[20].
- 3 листопада 2023 - Королівський  Анатолій Анатолійович, 30 років. Солдат, оператор 3-го аеромобільного взводу 7-ої аеромобільної роти 2-го аеромобільного батальйону. Загинув біля населеного пункту Білогорівка[21].

## 2024
1. 15 січня 2024 - Ковеза Анатолій Анатолійович, 24 роки. Молодший сержант. Загинув в н.п. Білогорівка Северодонецького району Луганської області[22].
2. 18 січня 2024, Чернихевич Вячеслав Романович, солдат, старший водій. Помер під час тривалого лікування у Полтаві[23].
3. 14 лютого 2024 - солдат Кулик Роман Романович
4. 1 березня 2024 - Хоменко Євген Юрійович, старший сержант, командир відділення. Загинув в районі смт Білогорівка Луганської області[24].
5. 22 березня 2024 -  біля н.п. Білогорівка Сєвєродонецького р-ну Луганської обл. під час виконання бойового завдання загинув сержант Василь Іванович Кухар
6. 14 квітня 2024 - молодший сержант Колодязний Андрій Олегович
7. 10 травня 2024 - в районі міста Краматорськ загинув Погорілий Роман Вікторович — старший солдат, водій-електрик інженерно-саперного взводу[25].
8. 12 липня 2024 - молодший сержант Присакар Сергій Олександрович
9. 12 серпня 2024 - Рабошук Вадим Іванович молодший сержант, загинув  виконуючи бойове завдання в ролі пілота FPV
10. 12 серпня 2024 - Віталій Чепалига (1980 року народження). Загинув під час мінометного обстрілу поблизу Білогорівки Луганської області. До 2025 рок вважався зниклим без вісти[26].
11. 7 жовтня 2024  - в районі н.п. Білогорівка Луганської області загинув Ігор Ільницький — навідник мінометного відділення мінометного взводу 1 аеромобільного батальйону[27].

## 2025
- 13 березня 2025  - в місті Сіверськ Бахмутського району Донецької області загинув Ковкрак Олександр Чеславович, солдат[28].
- 23 липня 2025 - Ярослав Палюшок, 57 років. Загинув  поблизу населеного пункту Серебрянка Донецької області.
- 27 липня 2025  - Арнаполін Михайло Борисович, штаб-сержант. Загинув у Донецькій області[29].